# TCW Tower
TCW Tower je mrakodrap v centru kalifornského města Los Angeles. Má 37 pater a výšku 159 metrů, to z něj dělá 20. nejvyšší budovu ve městě. Výstavba probíhala v letech 1988 – 1990 podle návrhu architekta Alberta C. Martina. Budova je sídlem firmy Trust Company of the West.